# Marco Simone
Marco Simone (ur. 7 stycznia 1969 w miejscowości Castellanza) – były włoski piłkarz występujący na pozycji napastnika lub ofensywnego pomocnika. Podczas kariery grał kolejno w takich klubach jak Calcio Como, Virescit Boccaleone, A.C. Milan, Paris Saint-Germain, AS Monaco, OGC Nice oraz AC Legnano. Rozegrał także cztery mecze dla reprezentacji Włoch.

## Sukcesy
- Mistrzostwo Włoch: 1992, 1993, 1994 i 1996 z Milanem
- Mistrzostwo Francji: 2000 z Monaco
- Puchar Francji: 1998 z PSG
- Puchar Ligi Francuskiej: 1998 z PSG
- Liga Mistrzów: 1990 i 1994 z Milanem
- Superpuchar Europy: 1989 i 1994 z Milanem
- Puchar Interkontynentalny: 1989 z Milanem